# Buit Gegant

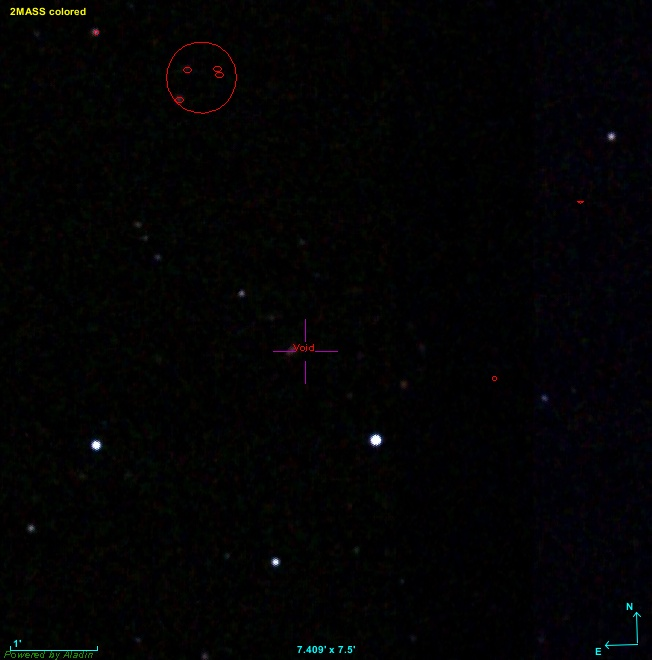
Buit Gegant

El Buit Gegant és una gran regió d'espai caracteritzada d'una molt baixa densitat de galàxies, en la constel·lació dels Llebrers. Al moment de la seva descoberta era la més gran buidor coneguda, amb un diàmetre estimat entre els 300 i els 400 megaparsecs (entre 1 i 1,3 mil milions d'anys llum) i una distància de la Terra d'aproximadament 1,5 mil milions d'anys llum (z = 0,116). Només perdrà la primera posició entre els buits més grans coneguts el 2013 amb el descobriment del buit KBC, amb un diàmetre de 2 mil milions d'anys llum.
Va ser descobert el 1988 com el buit més consistent de l'hemisferi galàctic nord i, fins al descobriment de l'esmentat buit KBC, el més consistent mai registrat. Fins i tot les dimensions de l'hipotètic superbuit d'Eridà (o Large Void, que correspon al punt fred del WMAP) no són comparables a les del buit gegant, al qual, no obstant, no correspon cap pic negatiu significatiu en la radiació còsmica de fons. Tot i que és un buit immens, conté 17 grups de galàxies, concentrats en una regió esfèrica de 50 megaparsecs de diàmetre. Els estudis sobre el moviment de les galàxies demostren que no interaccionen entre ells, cosa que significa que la densitat dels grups és molt baixa i produeix una interacció gravitacional insignificant.
La posició del buit al cel és molt proper al buit de Bover, que és cinc vegades més a prop, però té un quart de la mida del Buit Gegant.